# Les Elgart

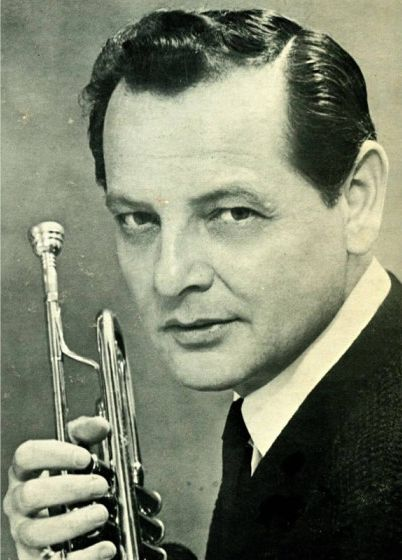
Les Elgart

Lester Elliott Elgart (New Haven (Connecticut), 3 augustus 1917 – Dallas, 29 juli 1995) was een Amerikaanse trompettist en bigbandleider in de swing.

## Biografie
Elgart groeide met zijn broer Larry op in Pompton Lakes (New Jersey). Hij begon op de trompet toen hij tiener was, toen hij twintig was speelde hij als professioneel muzikant. Begin jaren 40 ging hij naar New York. Hij speelde in de bands van Raymond Scott, Charlie Spivak en Harry James. In 1945 richtte hij met broer Larry het Les & Larry Elgart Ensemble op, waarvoor Nelson Riddle, Ralph Flanagan en Bill Finegan arrangementen schrevens. De groep bestond maar kort, door de staking van de Musician's Union en de teruglopende populariteit van de swing: in 1946 stopte de band.
In 1952 werkten de twee opnieuw samen, ze speelden met een band in Pennsylvania Hotel in New York en namen voor Columbia Records ep's en albums op, die behoorlijk succesvol waren. Bekende nummers van hen waren "Heart of My Heart", "Sophisticated Swing" en het door Dick Clark gebruikte "Bandstand Boogie" als thema voor zijn tv-programma American Bandstand. Eind jaren 50 stopte Elgart met optreden om de zakelijke kant van het orkest te behartigen, wel nam hij nog platen op.
Begin jaren 60 maakten de broers (met arrangementen van Charles Albertine en Bobby Scott) easy listening-platen.
Later dat decennium scheidden de wegen van de twee broers, Les Elgart bleef echter actief in de muziekbusiness tot zijn overlijden aan de gevolgen van hartfalen, in 1995.

## Discografie
- Prom Date, Columbia E.P. CL 2503 (1954)
- Campus Hop, Columbia E.P. (1954)
- More of Les, Columbia E.P. (1955)
- Sophisticated Swing, Columbia CL-536 (1953)
- Just One More Dance, Columbia CL-594 (1954)
- The Band of the Year, Columbia CL-619 (1954)
- The Dancing Sound, Columbia CL-684 (1954)
- For Dancers Only, Columbia CL-803 (1955)
- The Elgart Touch, Columbia CL-875 (1955)
- The Most Happy Fella, Columbia CL-904 (1956)
- For Dancers Also, Columbia CL-1008 (1956)
- Les & Larry Elgart & Their Orchestra, Columbia CL-1052 (1958)
- Sound Ideas, Columbia CL-1123/CS-8002 (1958)
- Les Elgart On Tour, Columbia CL-1291/CS-8103 (1959)
- The Great Sound of Les Elgart, Columbia CL-1350/CS-8159 (1959)
- The Band with That Sound, Columbia CL-1450/CS-8245 (1960)
- Designs for Dancing, Columbia CL-1500/CS-8291 (1960)
- Half Satin Half Latin, Columbia CL-1567/CS-8367 (1960)
- It's De-Lovely, Columbia CL-1659/CS-8459 (1961)
- The Twist Goes to College, Columbia CL-1785/CS-8585 (1962)
- Best Band on Campus, Columbia CL-1890/CS-8690 (1962)
- Big Band Hootenany, Columbia CL-2112/CS-8912 (1963)
- Command Performance, Columbia CL-2221/CS-9021, (1964)
- The New Elgart Touch, Columbia CL-2301/CS-9101, (1965)
- Elgart au Go-Go, Columbia CL-2355/CS-9155, (1965)
- Sound of the Times, Columbia CL-2511/CS-9311, (1966)
- Warm and Sensuous, Columbia CL-2591/CS-9391 (1966)
- Girl Watchers, Columbia CL-2633/CS-9433 (1967)